# 十六むさし
十六むさし（じゅうろくむさし）は、日本の伝統的なボードゲームである。漢字で「十六武蔵」「十六六指」などとも書かれる。
少なくとも江戸時代から明治時代にかけて遊ばれており、普通は子供の遊びであった。2人で行うアブストラクトゲームの一種であり、二人零和有限確定完全情報ゲームである。
新年の季語でもある。平安朝時代に中国から伝わった正月遊びと言われ、古代中国の八道行成（やさすかり）から派生したと推測される。古代インドにもアシュタパーダ（八道、八条盤碁）という類似のゲームがあった。明治時代には正月三が日に村人が寺に集まり、金をかけて遊んだなどの記述が見られる。
本項目では、同じルールを流用したキャラクターゲームである、『宇宙鉄人キョーダイン タンクーダーげきめつ作戦』についても、あわせて解説する。

## 道具

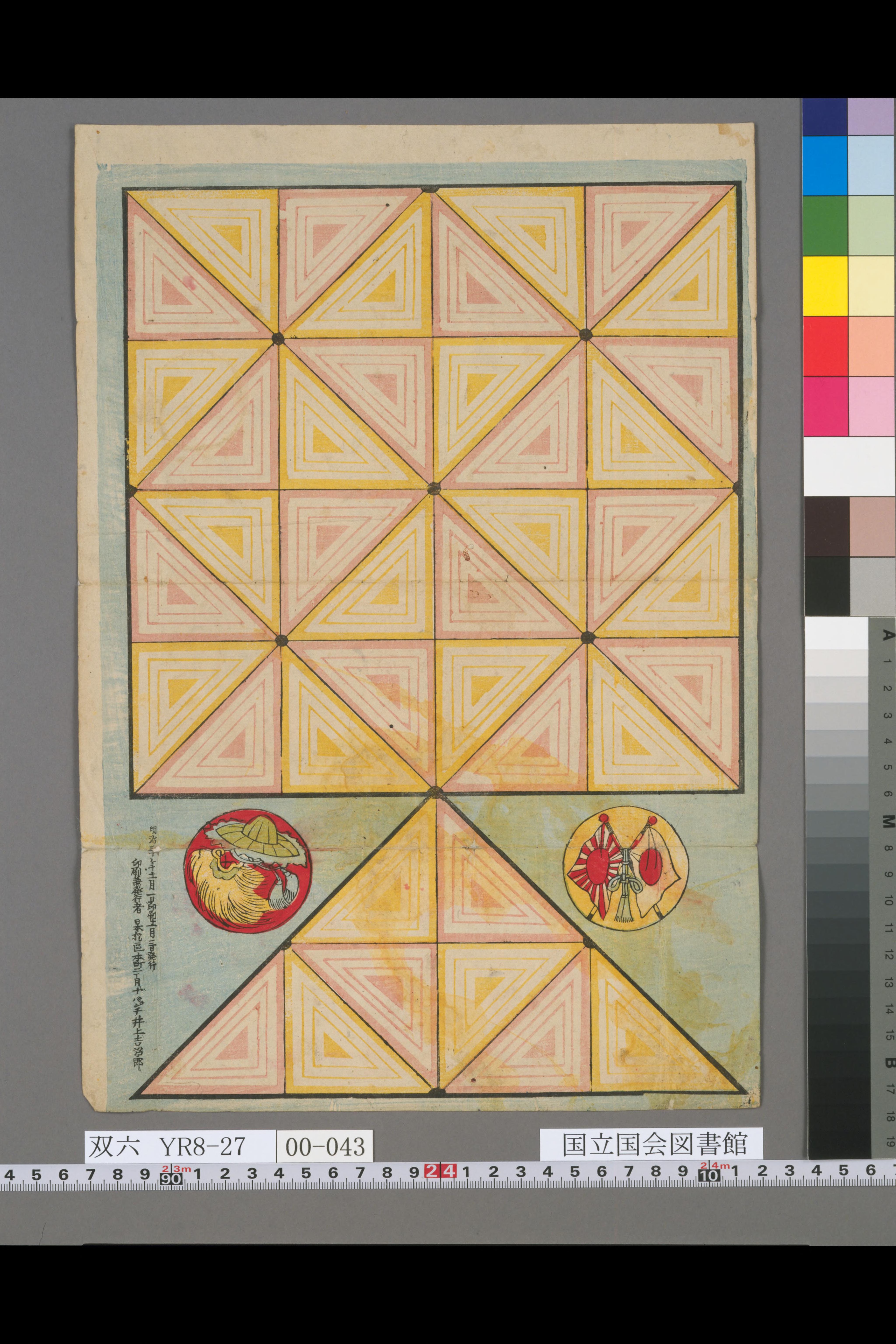
各国旗尽十六むさし（1897年）国立国会図書館蔵

十六むさしの盤は正方形と、馬小屋または雪隠と呼ばれる直角二等辺三角形を組みあわせた形をしている。正方形は縦横5本ずつの直線によって作られ、交点の数は25である。さらに対角線を引き、四辺の中央の交点を直線で結んだ小さな正方形を描く。三角形の方は、この正方形を対角線にそって4分割したうちのひとつと同じ形をしている。三角形の直角の部分が正方形の一辺の中央の点に接しており、交点の数は全部で33になる。
2人の競技者は片方が親になり、もう一方が子になる。親は正方形の中央の交点に駒をひとつだけ置く。子は正方形の四辺にある16の交点にそれぞれ駒を置く。駒は何を使ってもよいが、四角や円形の紙に絵を描いたものが市販されていた。通常親の駒は大きく作られていた。

## ルール
親からはじめて、交代に直線を経由して駒を隣接する交点へ動かす。
直線上に交点ひとつだけ間をあけて子の2つの駒が置かれているとき、親の駒がその隙間にはいると、周囲の2枚の駒をまとめて取ることができる。（子が親をはさんでも何も起きない。また親が子の間にはいっても、その間に線が引かれていなければ取られることはない）
子の駒に親が囲まれて動けなくなったら子の勝ちとなる。子の数が少なくなりすぎて親を囲むことができなくなったら親の勝ちとなる。

## 歴史
十六むさしの歴史で必ず登場するのが「八道行成」という遊戯である。「八道行成」は曇無讖訳『大般涅槃経』現病品、および『梵網経菩薩戒』に見える（「八道行城」に作る）が、本来この語が何を意味したのかは明らかでない。日本では10世紀の『倭名類聚鈔』で「八道行成」に「やさすかり」と読みをあてており、後に「むさし」とも読まれるようになった。
しかしこの「やさすかり」ないし「むさし」は十六むさしと異なるゲームであり、『日葡辞書』には6つの石を使うゲームとしている。『和漢三才図会』ではこちらのゲームを「むつむさし」（六行成）と呼んで十六むさしと区別しており、その説明によれば、碁石の白と黒を使ってひとりが3つずつ駒を持って動かし、3つの石が一直線に並んだら勝ちとするゲームだったという。十六むさしとは全然異なるゲームだったことがわかる。後に名前が十六むさしに流用されたのだろう。
十六むさしについては、『日本国語大辞典』は俳諧・毛吹草（1638年）を古い例としてあげるが、増川宏一は『新撰遊学往来』（14世紀）の「十六目石」の例をあげる。延宝9年（1681年）に作られた「十六むさしぼう」という摺物が残っており、親の駒が武蔵坊弁慶になっている。また、『和漢三才図会』では「八道行成」と書いて「やさすかり・むさし」と読んでおり、そのルールは明らかに十六むさしである。

「十六むさしぼう」や『和漢三才図会』の図では三角の部分がなく、5×5の25マスであった。これはネパールのバグチャル（虎のゲーム）と同じである。バグチャルが多くの駒で虎を動けなくすることを目的とする点も十六むさしに似ているが、バグチャルでは虎が4枚あり、またチェッカーのように飛びこすことによって駒を取る点が異なっている。同系のゲームは世界各地に分布する。西洋のキツネとガチョウも同系統のゲームである。
中国に「十六趕将軍」という同様のゲームがあることは、19世紀のステュアート・キューリンによって説明されている。こちらは正方形の外側にとび出した部分がある点まで似ている。
2020年に東京大学の田中哲朗（GPS将棋の開発者の一人）によって強解決 (Strongly solved) され、双方のプレイヤーが最善手を尽くした場合、子プレイヤーが必勝となることが判明した。

### 名称
上記『倭名類聚鈔』の「やさすかり」や「むさし」が何を意味するかは、「やさすかり」の「や」がおそらく「八」だということを除いてはよくわからない。『言海』は「むさし」を「六指し」、「やさすかり」を「八指す樗蒲」と解釈している。
『物類称呼』によると、十六むさし（上記「八道」とは別の）は各地で「むさし」「弁慶むさし」「十六さすがり」「さすがり」などと呼ばれていた。『安斎随筆』には上記の6つの石を使うゲームを鎌倉で「ニッサ（二三）」といい、十六むさしのことを「牛追ニッサ」という話が記されている。

## 宇宙鉄人キョーダイン タンクーダーげきめつ作戦
人気漫画やテレビ番組はキャラクター玩具としてボードゲーム化されることが多いが、特撮ヒーロードラマ『宇宙鉄人キョーダイン』の玩具として、ポピーから『十六むさし』の亜流ゲームが発売されたことがある。主な違いは以下の通り。
- 親駒は、主役であるスカイゼルとグランゼルの人形が入っており、どちらかを使う。
- 子駒は、特撮ヒーロー番組では戦闘員（この場合はダダロイド）が割り当てられる事が多いが、本作はゲーム名の通り、第1話から登場した怪人、タンクーダーの人形が16体入っている。
- 三角形のフィールドは存在せず、正方形のフィールドだけで戦う。